# Massimo Pupillo (Musiker)

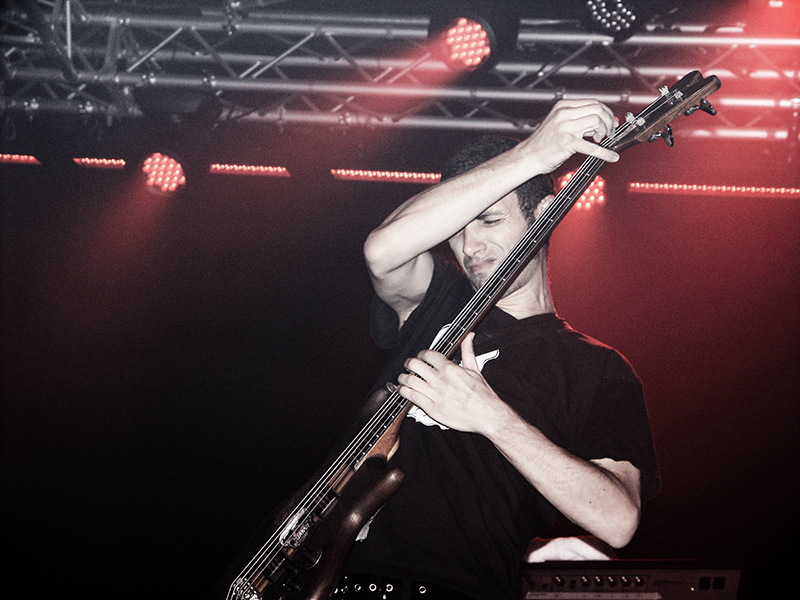
Massimo Pupillo (2010)

Massimo Pupillo (* 1969 in Ostia) ist italienischer Fusion- und Improvisationsmusiker (E-Bass, Kontrabass, Komposition).
Pupillo wurde bekannt als Bassist der Jazzcore-Formation Zu, die 15 Alben und zahlreiche Singles aufnahm. Weiterhin arbeitete er mit Thurston Moore, Jim O’Rourke, Mats Gustafsson, Paal Nilssen-Love, Terrie Ex, Katia Labèque, Uchihashi Kazuhisa, Ken Vandermark, Hamid Drake, DJ Olive, Otomo Yoshihide, Amy Denio, Fred Lonberg-Holm, Peter Brötzmann, Caspar Brötzmann, Damo Suzuki, Oren Ambarchi oder Kirill Serebrennikow (Limonov: The Ballad) zusammen.

## Diskographische Hinweise
- Dogon Who Is Playing in the Shadow Of Whom? (Wallace 2003)
- The Williamsburg Sonatas mit Gianni Gebbia & Lukas Ligeti (Wallace Records 2004)
- Zu & Eraldo Bernocchi Black Engine (Wallace Records 2007)
- FM Einheit & Massimo Pupillo Evol/Ve (Offset 2010)
- Entelechy (Die Schachtel 2011, mit Alfred 23 Harth, Fabrizio Spera, Luca Venitucci)
- Peter Brötzmann Solo + Trio Roma (Les Disques Victo 2012, mit Paal Nilssen-Love)
- Long Story Short (Trost Records 2013)
- DKV + Gustafsson, Nilssen-Love, Pupillo Schl8hof (Trost Records 2013)
- MELT (Trost 2016, mit Mats Gustafsson, Brian Chippendale)
- Mats Gustafsson & NU Ensemble: Hidros 8: Heal (2022)